# Clay Coton
Clay Coton is een civil parish in het bestuurlijke gebied Daventry, in het Engelse graafschap Northamptonshire.